# Mark Van Raamsdonk
Mark Van Raamsdonk (* 12. Juni 1973) ist ein theoretischer Physiker, der seit 2002 als Professor an der University of British Columbia lehrt. Zuvor war er ab 2000 Postdoc an der Stanford University, nachdem er von 1995 an bei Washington Taylor an der Princeton University promoviert hatte. Sein Grundstudium in Mathematik und Physik absolvierte Van Raamsdonk an der University of British Columbia.
Van Raamsdonk begann 2009 während eines Sabbaticals zum Zusammenhang von Quantenmechanik und Gravitation zu arbeiten. 2010 erschien sein Essay „Building up spacetime with quantum entanglement“ (deutsch: „Aufbau der Raumzeit durch Quantenverschränkung“), welches mit dem ersten Preis des jährlichen Essay-Wettbewerbs der Gravity Research Foundation ausgezeichnet wurde.
2023 wurde Van Raamsdonk zum Mitglied der Royal Society of Canada gewählt.